# 夜よ泣かないで
「夜よ泣かないで」（よるよなかないで）は、松山千春が1982年4月21日にリリースした12枚目のシングルである。

## 解説
ボサノヴァ調の楽曲で、当時松山のバック・バンドで活動していたギタリストの幾見雅博が編曲を担当した。
オリコンでは4位まで上昇し、20万枚を超えるセールスを記録した。

## 収録曲
| 全作詞・作曲: 松山千春。 |                    |           |            |          |      |
| #                        | タイトル           | 作詞      | 作曲・編曲 | 編曲     | 時間 |
| 1.                       | 「夜よ泣かないで」 | 松山千春  | 松山千春   | 幾見雅博 | 4:20 |
| 2.                       | 「春の足音」       | 松山千春  | 松山千春   | 大原茂人 | 3:35 |
| 合計時間:                | 合計時間:          | 合計時間: | 7:55       |          |      |